# Bror Rexed
Bror Rexed (19 giugno 1914 – 21 agosto 2002) è stato un neuroscienziato svedese.
È conosciuto a livello internazionale per aver elaborato una classificazione della sostanza grigia del midollo spinale umano (nota appunto come lamine di Rexed).
Partecipò ad un progetto di ricerca per utilizzare radiazioni di protoni in neurochirurgia.
In Svezia è noto anche per il suo impegno nella du-reformen ("riforma del tu"), un processo di riforma della lingua svedese avvenuto verso la fine degli anni sessanta.
Nel 1979 vinse il premio della Léon Bernard Foundation).